# Pseudoplites inexpectatus
Pseudoplites inexpectatus là một loài bọ cánh cứng trong họ Cerambycidae.